# 14개조 평화 원칙
14개조 평화 원칙(Fourteen Points)은 제1차 세계 대전의 평화협상에 쓰이기 위해 고안된 평화 원칙 선언이다. 이 원칙은 1918년 1월 8일 미국 대통령 우드로 윌슨이 국회에서 한 연설에 바탕한다. 당시 핵심 협상국 정상들인 클레망소, 로이드 조지, 비토리오 오를란도 등은 윌슨의 이러한 이상주의에 회의적이었다.
무제한 잠수함 작전과 치머만 전보로 미국은 1917년 4월 6일 동맹국에 대항해 협상국으로 참전했다. 그러나 윌슨은 오래 지속되는 유럽 열강들 사이의 긴장에 관여하길 피하고 싶었고, 참전하더라도 내셔널리즘적인 분쟁이나 요구로부터 거리를 두고 싶어했다. 볼셰비키가 협상국 사이의 비밀조약들을 공개한 후 도덕적 목표에 대한 요구는 더 중시됐다.
윌슨의 연설은 미국 진보 시대의 여러 의제들을 외교 정책화한 것으로, 자유무역, 공개조약, 민주주의와 민족 자결권으로 나타난다. 사흘 전 영국 총리 로이드 조지 또한 영국의 전쟁 목표에 대한 연설을 했다. 이는 윌슨의 연설과 다소 비슷했으나 추축국의 전쟁 배상을 요구하였으며 비 투르크계 오스만 제국 속국들의 처리가 모호하게 남아있었다.

## 내용
14개조 평화 원칙 내용은 다음과 같다.
1. 강화 조약은 공개적으로 진행되고 또 공표되어야만 한다. 그 체결 이후에는 어떠한 종류의 비밀 회담도 있어서는 안 된다. 외교는 항상 정직하고 솔직하며 공개적인 방식으로 진행되어야 한다.
2. 평화시와 전시를 막론하고 영해 밖에서 항해의 자유는 보장되어야만 한다. 다만 국제협약을 이행하기 위해 취해진 국제적 조치에 의해 해양이 전체 혹은 부분적으로 봉쇄되는 경우는 예외로 한다.
3. 평화를 희망하고 평화를 유지하기 위해 상호 협력하는 모든 국가들 사이에는 가능한 모든 경제적 장벽을 없애고 동등한 무역 조건을 확인해야 한다.
4. 각국의 군비는 상호 보장 아래 자국의 안보에 필요한 최소 수준으로 감축해야만 한다.
5. 식민지에서 주권과 같은 문제를 결정함에 있어, 당사자인 주민들의 이해는 법적 권리의 결정을 기다리는 정부의 정당한 청구와 동등한 중요성을 가져야 한다. 이 원칙을 엄격히 준수하는 기반 위에서 모든 식민지 문제는 자유롭고 열린 자세로, 절대적으로 공평하게 조정해야 한다.
영토 문제
6. 외국군은 러시아의 모든 영토에서 철수해야 하며, 러시아는 자국과 관련된 모든 정치적 발전과 국가정책을 자주적으로 결정해야 한다. 또한 러시아는 러시아의 모든 영토에서 외국군의 철수와 러시아와 관련된 모든 사안의 해결을 위해 세계 다른 나라들로부터 최선의 그리고 자유로운 협조를 보장받게 될 것이며, 이것은 정치 발전과 국가정책에 관한 러시아 스스로의 독립적인 결정을 제약하거나 방해하지 않을 것이다. 그리고 러시아가 어떠한 사회체제를 선택하든 관계없이 자유국가 세계의 일원으로서 진심으로 환영받을 것이며, 러시아가 필요로 하거나 희망하는 모든 종류의 원조를 제공받을 것이다. 우방국에 의해 수개월 안에 이루어질 러시아에 대한 원조는 자국의 이해와 상관없이 우방국 러시아에 대한 선의, 이해 및 사려 깊은 호의를 반영하는 시금석이 될 것이다.
7. 벨기에는 세계의 모든 국가와 마찬가지로 주권을 회복하게 될 것이며, 벨기에에 주둔해 있는 외국군은 철수하게 될 것이다. 세계 각국은 이러한 사실에 동의할 것이며, 벨기에의 주권을 제한하려는 어떤 시도도 일어나지 않을 것이다. 이러한 조치는 다른 어떤 행위보다도 각국이 자발적으로 국가 간 상호 관계를 정립하기 위하여 설정한 법에 대한 신뢰를 회복시키는 계기가 될 것이다. 이러한 치유책이 없이는 국제법의 모든 구조와 효력은 영원히 손상될 것이다.
8. 프랑스의 모든 영토는 해방되어야 하고, 침략당한 지역은 회복되어야 한다. 또한 1871년 알자스-로렌 문제에 관해 프로이센이 프랑스에 가한 부당 행위는 거의 50년 동안 세계 평화를 교란했던 것인 만큼 다시 한번 모든 나라의 이익을 위해 평화가 확보될 수 있도록 시정되어야 한다.
9. 이탈리아 국경을 재조정하는 문제는 확실히 인정될 수 있는 민족적 경계에 따라 정해져야 한다.
10. 오스트리아-헝가리 제국 내의 민족들에 대해 우리는 그들의 국제적 지위가 보호되고 보장되기를 바라며, 따라서 그들에게는 자주적으로 발전시킬 수 있도록 기회가 아무런 제약 없이 인정되어야 한다.
11. 루마니아, 세르비아와 몬테네그로에 주둔한 외국군은 철수해야 하며, 점령 지역은 원상 복구되어야 한다. 세르비아에게는 자유롭고 안전하게 해상에 접근하는 것이 인정되어야 한다. 발칸에 위치한 여러 국가 간의 상호 관계는 역사적으로 형성된 민족 정체성과 충성심에 바탕을 두고 우호적인 협의를 통해 결정되어야 한다. 발칸 국가들의 정치적, 경제적 독립과 영토 보전은 국제적으로 보장되어야 한다.
12. 현재의 오스만 제국 중에서 투르크인이 차지하는 영토의 주권은 확실히 보장되어야 한다. 투르크의 지배를 받는 다른 민족들에게도 생활의 확실한 안전과 절대로 방해받지 않는 자율적인 발전이 보장되어야 한다. 그리고 다르다넬스 해협은 국제적 보장 아래에 모든 국가의 선박 및 교역의 자유로운 통로로 영원히 개방되어야 한다.
13. 독립된 폴란드인의 국가가 수립되어야 한다. 독립국가 폴란드는 분명하게 폴란드 주민이 거주하는 영토를 소유하며, 해상으로 자유롭고 안전하게 나갈 수 있는 통로를 보장받게 될 것이다. 또한 국제협약에 의해 폴란드의 정치적⋅경제적 독립과 영토 보전을 보장해야 한다.
국제 연맹
14. 강대국과 약소국을 막론하고 정치적 독립과 영토 보전을 상호 보장할 목적으로 특별한 규약 아래에 전체 국가의 연맹체가 결성되어야 한다.

## 반응

### 협상국
로이드 조지가 윌슨의 생각과 비슷한 연설을 했을 때 윌슨은 망설였다. 로이드 조지는 연설 전에 '위대한 해외 자치령들' 지도자들과 논의했고 캐나다, 뉴펀들랜드 자치령, 오스트레일리아, 뉴질랜드 등에서 널리 인정됐다. 윌슨의 비서였던 에드워드 마우스는 윌슨을 설득해서 연설을 하도록 했고 후일 더 기억됐다. 이 연설은 다른 협상국 지도자들과 사전 협의되지 않았다. 클레망소는 이를 듣고 "The Lord God had only ten"이라며 빈정댔다.

### 미국
시어도어 루스벨트는 “국제 연맹이 윌슨 씨가 내놓은 14개조 평화 원칙 연설만큼 거창하고 의미없는 문서 상에 세어지면 외교적 휴지통에 조금 더 추가할 뿐이다. 14개조 평화 원칙 대부분은...아무것 혹은 아무것도 아닌 것을 의미하도록... 해석될 것이다”라고 경고했다.

### 노벨상
우드로 윌슨은 평화를 위한 노력을 한 공로로 1919년에 노벨 평화상을 수상했다.